# Carabina Slim
Carabina Slim est une revue de l'éditeur de petit format Aventures & Voyages qui a eu 154 numéros d'octobre 1967 à avril 1987. Mensuel jusqu'au N°112, trimestriel du N°113 au 151 et bimestriel pour les trois derniers.
Onofrio Bramante signa une bonne partie des premières couvertures de la revue avant d'être relayé par d'autres dessinateurs dont Enzo Chiomenti ou Guido Zamperoni.

## Les Séries
- Buffalo Bill (Luigi Grecchi & Rafaël Mendez, Carlo Cossio) : N° 94 à 154.
- Carabina Slim (Guido Zamperoni, Renzo Calegari, Onofrio Bramante) : N°1 à 154.
- Jimmy Crockett (Jorge Moliterni) : N° 67 à 79.
- La Patrouille blanche (Maurice Toussaint & Franco Caprioli) : N° 124 à 145.
- La Route de l'Ouest (Gino D'Antonio & Tarquinio, Renato Polese etc.)
- Le Lieutenant noir : N° 56 à 66.
- Les aigles Volants : N° 112 à 122.
- Les Moutards de Carson (Douglas Maxted) : N° 31 à 67.
- Les Rebbel : N° 50 à 55.
- Les Vroum : N° 95 à 111.
- Légendes Indiennes : N° 7
- Red rover : N° 47 à 49.
- Six Guns : N° 149
- Stormy Joe : N° 82 à 94.
- Ted Marlow : N° 68 à 81, 83 à 92.
- Yankee (Michel-Paul Giroud) : N° 96